# Narvik
Narvik város Norvégiában, Nordland megyében, az északi sarkkörön túl.

## Földrajz

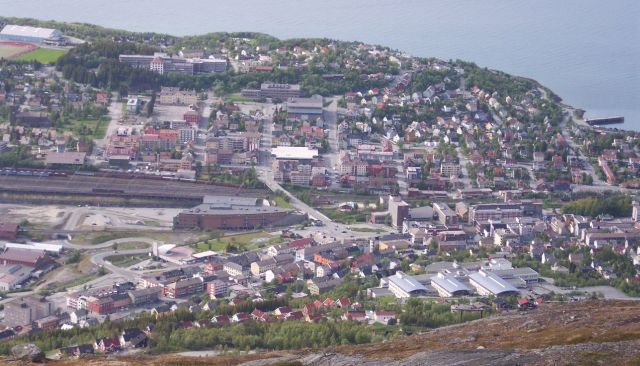
Narvik látképe északról

Narvik 200 km-rel az északi sarkkörön belül fekszik. A város nagy területen fekszik és több külváros (Bjerkvik a Herjangsfjordnál, Håkvik, Beisfjord és Skjomen) tartozik hozzá. A város keleti része Svédországgal határos, itt mindenhol magas hegyek emelkednek, melyek közül a Storsteinfjellet eléri az 1894 méteres magasságot. A város maga az Ototfjord legbelső részéhez közel fekszik. Itt a hegyek a fjordtól meredeken emelkedve elérik az 1500 métert, sőt a Skjomen, ahol a Frostisen gleccser is látható 1700 magas. A vidék alacsonyan fekvő részei erdővel borítottak, azonban 500 méter felett az erdő fokozatosan eltűnik és a csúcsok közelében a hó a nyári időszakban is megmarad. Narvik környéke különösen alkalmas az alpesi síelésre, a havas lejtők némelyike majdnem a város központjáig nyúlik le.

### Éghajlat
A város éghajlata az északi fekvés ellenére meglepően enyhe, amit annak köszönhet, hogy az Atlanti-óceánt átszelő Golf-áramlat melegebb vizet szállít a vidékre. Ehhez hozzájárul még, hogy a város körülvevő magas hegyek megvédik az erős északi szelektől. Az éves középhőmérséklet 3,7 °C, januárban –4,4 °C, júliusban 13,4 °C. A viszonylag enyhe éghajlat lehetővé teszi a növénytermesztést és olyan fafajták ültetését is mint a kőris vagy a juhar.
A fagypont alatti időszak november közepétől áprilisig tart. Ugyan előfordulnak enyhébb időszakok, de ritka a magasabb hőmérséklet. Az 5 °C feletti időszak májustól októberig tart. A nyári időszakban a 12 és 20 °C körüli hőmérséklet a jellemző. A rekordhőmérsékletek 31 °C és –20 °C. A legcsapadékosabb hónap az október 110 mm-rel, a legszárazabb a május 40 mm-rel. A téli időszakhoz hozzátartozik, hogy december 5-től január 6-ig a nap a horizont alatt tartózkodik. Ez azt jelenti, hogy ilyenkor csak a déli órákban látható egy kékes fény. Ugyanakkor május 24-től július 19-ig nap nem nyugszik le, a nap folyamán mindvégig a horizont felett marad.
| Hónap                                                      | Jan. | Feb. | Már. | Ápr. | Máj. | Jún. | Júl. | Aug. | Szep. | Okt. | Nov. | Dec. | Év  |
| ---------------------------------------------------------- | ---- | ---- | ---- | ---- | ---- | ---- | ---- | ---- | ----- | ---- | ---- | ---- | --- |
| Átlagos max. hőmérséklet (°C)                              | −2,0 | −2,0 | 1,0  | 5,0  | 9,0  | 14,0 | 18,0 | 16,0 | 12,0  | 6,0  | 3,0  | −1,0 | 6,6 |
| Átlaghőmérséklet (°C)                                      | −4,1 | −3,9 | −2,0 | 1,8  | 6,9  | 10,9 | 13,4 | 12,5 | 8,4   | 4,2  | −0,2 | −2,7 | 3,8 |
| Átlagos min. hőmérséklet (°C)                              | −7,0 | −7,0 | −5,0 | −2,0 | 3,0  | 7,0  | 11,0 | 10,0 | 6,0   | 2,0  | −2,0 | −5,0 | 1,0 |
| Átl. csapadékmennyiség (mm)                                | 69   | 64   | 49   | 44   | 40   | 53   | 74   | 82   | 92    | 110  | 75   | 78   | 830 |
| Forrás: Norwegian Meteorological Institute - eKlima portal |      |      |      |      |      |      |      |      |       |      |      |      |     |

## Történelem

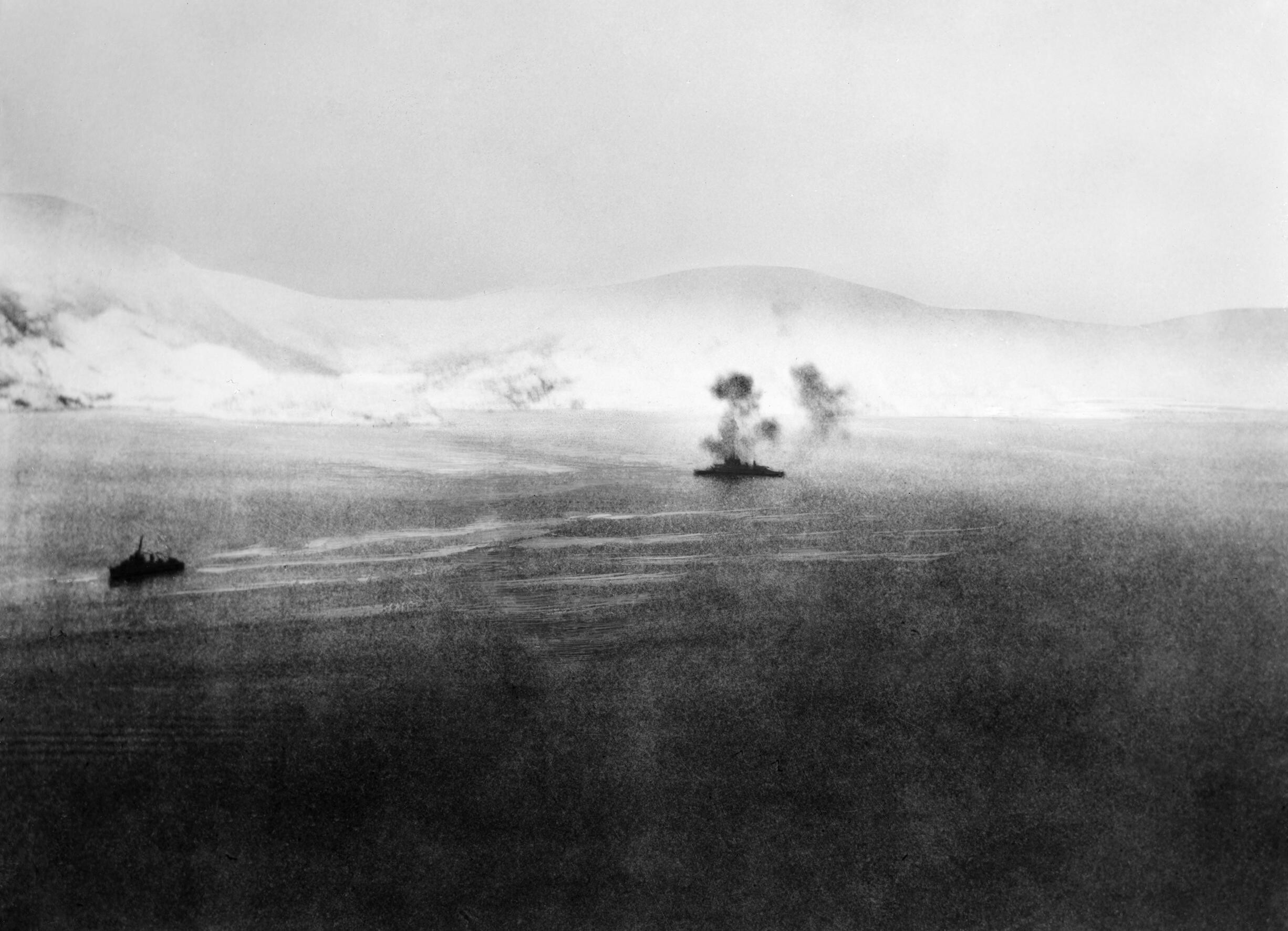
Csata Narvik előtt

Narvikot 1887-ben alapították a kirunai ércbányák kikötőjeként, 1898-ig Victoriahavn volt a neve. A kis kikötőváros gazdasági jelentősége egyre nőtt különösen azután, hogy kiépült a vasútvonal is keletre Kiruna felé. Stratégiai jelentősége pedig a II. világháború kezdetén nőtt meg azután, hogy a Norvégia elleni német hadjárat egyik legfontosabb célpontja lett. 1939-ben a német hadiipar nagymértékben a svédországi Kiruna és Malmberget bányáiból származó vasércszállításoktól függött. Ezek a szállítások a nyár folyamán még a svéd Luleå kikötőjéből a Botteni-öblön keresztül bonyolódtak, azonban télen az öböl vize befagyott és a szállításhoz Narvik kikötőjét kellett igénybe venni. Ez volt az egyetlen város, melyet vasútvonal kötött össze Svédországgal, ezért lett a svéd ércmezők kapuja.
Winston Churchill, aki az Admiralitás első lordja volt hamar felismerte, hogy Narvik ellenőrzése 1940 telére a német vasércimport leállítását jelentené, amely különösen előnyös lenne a szövetségesek számára a háború mielőbbi befejezését illetően. Churchill aknamező lerakását javasolta a Narvik körüli norvég vizekre, másik lehetőségként a város szövetséges megszállását vetette fel. A szövetségesek azt remélték, hogy Narvikból nemcsak a svéd ércbányákat ellenőrizhetik, hanem utánpótlást is küldhetnek az akkor a szovjet csapatok ellen harcoló Finnországnak. A javaslat nagy vitát váltott ki a brit kormányban, mivel mindkét lépés súlyosan sértette volna Norvégia szuverenitását. Végül 1940. április 8-án az Admiralitás elindította a Wilfred-hadműveletet, a Narvik körüli vizek elaknásítását.
Németország azonban már másnap megindította a Norvégia elleni inváziót, és tíz német hadihajó összesen kétezer hegyivadászt szállított Narvikba. A norvég parti erők – köztük két elavult hadihajó – hiába próbálták megakadályozni a támadást, rövid, egyenlőtlen harcban mindkét hajót elsüllyesztették. A brit haditengerészet parancsnoksága rögtön utasította a flottát a németek megtámadására, és a britek elsüllyesztették a német inváziós erőket szállító hajókat. A Mackesy tábornok parancsnoksága alatt álló brit erők április 12-én indultak Narvik elfoglalására. Az Admiralitás utasította a tábornokot, hogy Narvikot a tengerről indított támadással foglalja el olyan gyorsan, ahogyan csak lehet. Mackesy azonban úgy ítélte meg, hogy a kikötőt védő német erők túl erősek ahhoz, hogy a támadás sikeres legyen. Ugyancsak tartott attól, hogy ha tengerről löveti a várost, túl sok lesz a polgári áldozat. Ezért csapatait a városon kívül tette partra.
A norvég, francia, lengyel és brit erők május 28-án foglalták vissza a várost. Ez volt a szövetséges tengerészgyalogság első győzelme a második világháborúban. A dicsőség azonban nem tartott sokáig, mert a szövetségesek elveszítették Franciaországot és éppen Dunkerque-et ürítették ki. A Narvikban levő erőkre máshol volt szükség, ezért június 8-án a szövetségesek kiürítették a várost, a támogatás nélkül maradt norvég hazafiak pedig kénytelenek voltak letenni a fegyvert a túlerő előtt.

## Közlekedés

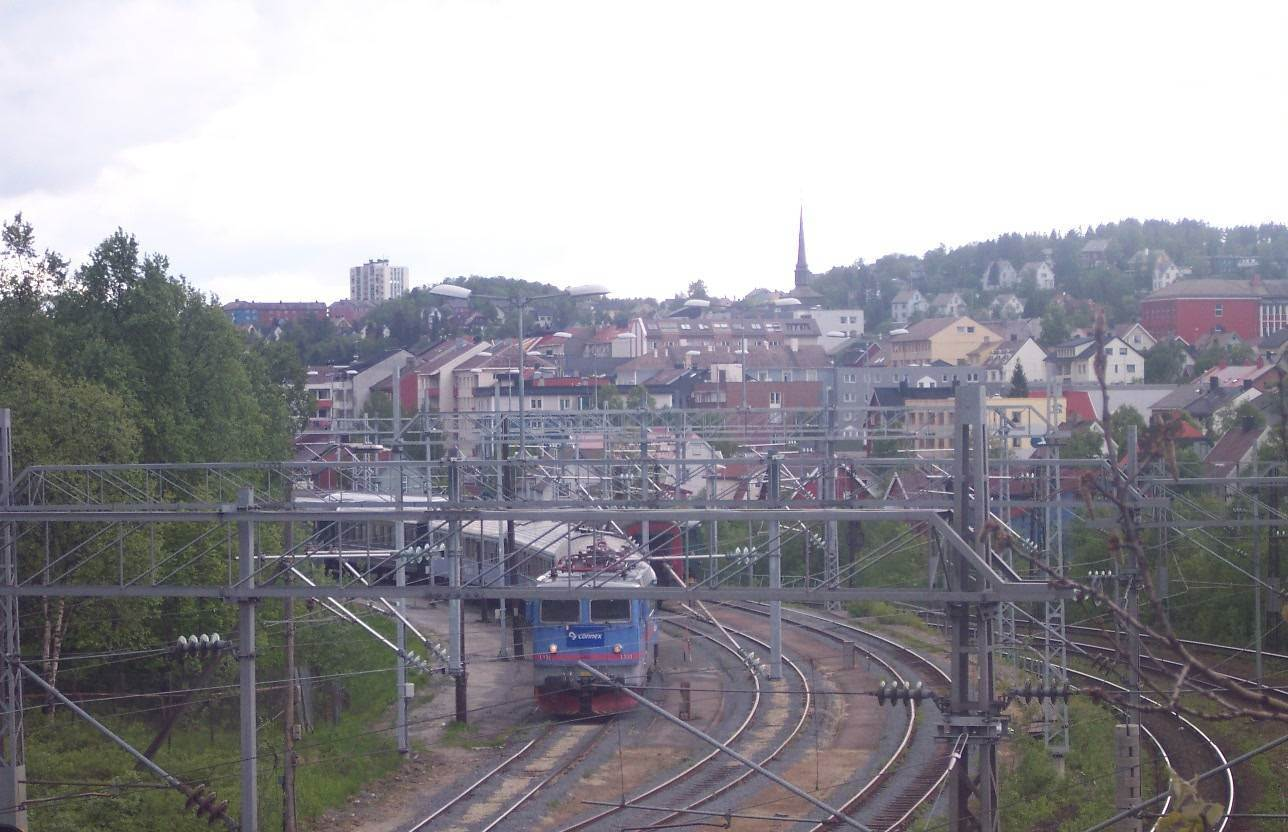
SJ Rc6 sorozatú mozdony és vonata Narvikban

Narvik egyetlen vasúti összeköttetése a svédországi Kirunával összekötő vasútvonal, mely a két országot elválasztó hegyeket szeli át. A norvég vasúthálózat legészakibb pontja Bodø, így a városnak délre nincs vasúti kapcsolata. Itt a forgalom közúton zajlik. Az E6-os főútvonal három nagy hídon – a Skjomen-hídon, Beisfjord-hídon és a Rombak-hídon – át szeli át a várost, de érinti az E10-es út is. A városnak két repülőtere is van, közülük a város melletti csak kisebb gépek fogadására alkalmas. A nagyobb gépek a 80 km-re levő evenesi repülőtéren szállhatnak le. A város legfontosabb létesítménye a kikötő, melyet a későbbiekben tovább kívánnak fejleszteni. A tervek szerint az Ázsia és Észak-Amerika keleti része közötti tengeri kereskedelmi útvonal fontos állomása lesz, melyet délre Európa többi részével forgalmas vasútvonal köt majd össze.

## Turizmus

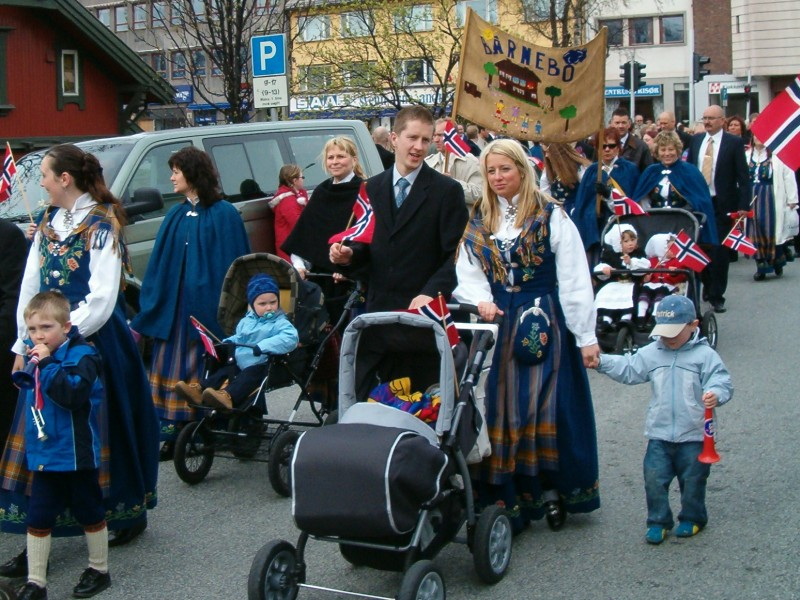
Ünnep Narvikban

Narvik környéke számos szabadidős elfoglaltságot kínál. A környék a norvég alpesi sízés legismertebb paradicsoma. Kivilágított sípályái, sífelvonói vannak. A Fagernesfjelletre drótkötélpálya visz fel, nagyszerű kilátás nyílik innen a környező hegyekre. Nagyon népszerű sport a hegymászás is, a svéd határhoz közeli hegyek sok szálláslehetőséget is kínálnak. Kedvelt a búvárkodás is, a város kikötője előtt és a fjord környékén számos elsüllyedt hajó roncsa fekszik a tengerfenéken. Ugyancsak kedvelt a horgászat a fjord vizében és a környező tavakon. A környék folyóiban sok lazac található. A környék bővelkedik természeti szépségekben is.

## Testvértelepülések
- Szerbia, Nagykikinda
- Svédország, Kiruna
- Finnország, Rovaniemi
- Lengyelország, Újszandec
- Oroszország, Kingisepp

## Külső hivatkozások
- Narvik – turistainformációk Archiválva 2005. február 7-i dátummal a Wayback Machine-ben
- A narviki hegymászószövetség honlapja (angolul)
- Hajóroncsok Narvik körül – búvárkodás (pdf)
- Narvikportalen.no – Képek Narvikról
- A Narviki Egyetem honlapja (angolul)
- Narvik Golf Club
- Narvik a Google térképein